# نادیا بولانژه

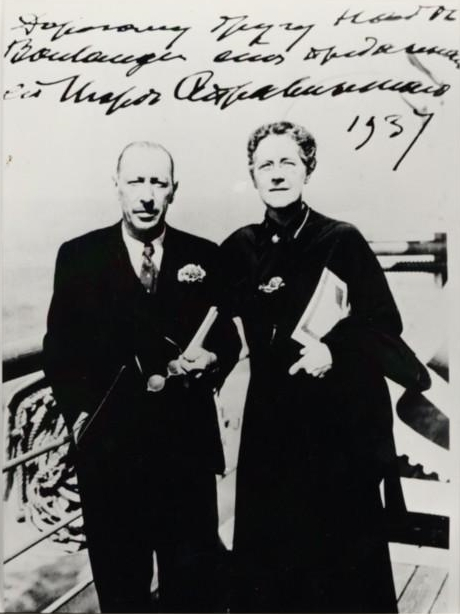
بولانژه در کنار ایگور استراوینسکی

ژولیت نادیا بولانژه (فرانسوی: Juliette Nadia Boulanger‎؛ ‏ فرانسوی: [ʒy.ljɛt na.dja bu.lɑ̃. ʒe]‏ زاده ۱۶ سپتامبر ۱۸۸۷ – درگذشته ۲۲ اکتبر ۱۹۷۹) نوازنده پیانو و ارگ، رهبر ارکستر، موسیقی‌دان، آهنگساز و معلمِ موسیقی اهل فرانسه بود.
نادیا بولانژه، معلمِ موسیقیِ برخی از بزرگترین موسیقیدانان و آهنگسازان قرن بیستم بود که از آن میان می‌توان به آرون کوپلند، روی هَریس، کوئینسی جونز، الیوت کارتر، جان الیوت گاردینر، دینو لیپاتی، ایگور مارکویچ، ویرجیل تامسون، دیوید دایموند، برنارد راجرز، ایدیل بیرت، دانیل بارنبویم، آستور پیاتزولا، فیلیپ گلس و الین فرگوسن اشاره کرد.
او همکاریِ نزدیکیِ با آهنگ‌ساز برجستهٔ روس «ایگور فئودورویچ استراوینسکی» داشت و از دوستان نویسنده و شاعر فرانسوی «پل والری» بود.

## جوایز و افتخارات
- ۱۹۳۲ - نشان شوالیهٔ لژیون دونور
- ۱۹۳۴ - مدال پولونیا رستیتوتا (لهستان)
- ۱۹۶۲ - عضو افتخاری فرهنگستان هنر و علوم آمریکا
- ۱۹۶۲ - جایزهٔ هاولند مموریال
- ۱۹۷۵ - مدال زرین فرهنگستان هنرهای زیبای فرانسه
- ۱۹۷۷ - نشان لژیون دونور (شهروند ممتاز)
- ۱۹۷۷ - نشان امپراتوری بریتانیا
- مدال کرآون (بلژیک)
- مدال سن‌شارل (موناکو)